# 罪無可赦
是一部2013年丹麥和法國合拍的犯罪電影，由尼可拉·溫丁·黑芬執導和編劇，主演是賴恩·高斯寧、姬絲汀·史葛·湯瑪絲和維塔亞·潘斯林加姆。本片在泰國曼谷拍攝，而且與《極速罪駕》一樣是獻給智利導演亞歷山卓·尤杜洛斯基。本片在第66屆坎城影展上選定為競賽片並角逐金棕櫚獎。

## 演員
- 賴恩·高斯寧 飾 Julian Thompson
- 姬絲汀·史葛·湯瑪絲 飾 Crystal Thompson
- 維塔亞·潘斯林加姆（英语：Vithaya Pansringarm） 飾 Lt. Chang/"The Angel of Vengeance"
- Gordon Brown 飾 Gordon
- 芮塔·彭安 飾 Mai
- 湯姆·伯克 飾 Billy Thompson
- Byron Gibson 飾 Byron
- Danai Thiengdham 飾 Li Po
- Sahajak Boonthanakit 飾 Pol Col. Kim
- Nophand Boonyai 飾 Charlie
- Teerawat Mulvilai 飾 Ko Sam
- Kovit Wattanakul 飾 Choi Yan Lee
- Wittchuta Watjanarat 飾 Ma Fong

## 外部連結
- 互联网电影数据库（IMDb）上《罪無可赦》的资料（英文）
- Box Office Mojo上《罪無可赦》的資料（英文）
- 爛番茄上《罪無可赦》的資料（英文）
- Metacritic上《罪無可赦》的資料（英文）